# Singleton Shire Council
Singleton Shire Council is een Local Government Area (LGA) in de Australische deelstaat New South Wales. Singleton Shire Council telt 22.270 inwoners. De hoofdplaats is Singleton.